# Route nationale 111 (Slovénie)
Pour les articles homonymes, voir G111 et Route nationale 111.
La route nationale 111 (slovène : Glavna cesta 111), abrégée en G111 ou G2-111, est une route nationale slovène allant de Izola à la frontière croate. Sa longueur est de 14,6 km.

## Histoire
La route nationale 111 reliait initialement Koper à la frontière croate. Avant 1998, elle était numérotée M2,. En mai 2015, le tronçon de Koper à Izola est devenu route régionale 754 (regionalna cesta 754). En juin 2015, ce même tronçon a été déclassé de la catégorie des routes régionales et transféré aux communes de Koper et d'Izola,.

## Tracé
- Koper
- Izola
- Jagodje
- Dobrava
- Strunjan
- Lucija
- Seča
- Parecag
- Sečovlje
- Croatie D 200